# Asrang
Asrang (nep. अस्रङ) – gaun wikas samiti w zachodniej części Nepalu w strefie Gandaki w dystrykcie Gorkha. Według nepalskiego spisu powszechnego z 2001 roku liczył on 769 gospodarstw domowych i 3880 mieszkańców (2153 kobiet i 1727 mężczyzn).